# Nancy Teeters
Nancy Hays Teeters (29 de julio de 1930 - 17 de noviembre de 2014) fue una economista y ejecutiva corporativa estadounidense que se desempeñó como miembro de la Junta de Gobernadores de la Reserva Federal de 1978 a 1984. Miembro del Partido Demócrata, Teeters fue la primera mujer en formar parte de la Junta. Fue nominada por el presidente Jimmy Carter para completar el resto del mandato de Arthur F. Burns, expresidente de la Fed. Teeters era conocida por sus declaraciones públicas en las que discrepaba de la opinión general de la Junta y del presidente Paul Volcker.

## Temprana edad y educación
Teeters fue el menor de los tres hijos de Edgar Hayes, un vendedor de cajas, y Mabel, ama de casa. Obtuvo una licenciatura de Oberlin College en 1952 y una maestría de la Universidad de Míchigan en 1954, ambas en economía.

## Carrera profesional
En 1957, Teeters se unió a la Reserva Federal como economista de planta en la División de Investigación y Estadística. De 1962 a 1963, trabajó como economista en el equipo del Consejo de Asesores Económicos, entonces dirigido por el presidente Walter Heller. Regresó a la Reserva Federal durante tres años y también pasó un tiempo en la Oficina de Presupuesto (predecesora de la Oficina de Administración y Presupuesto, la Institución Brookings y el Servicio de Investigación del Congreso antes de su nombramiento en la Junta de Gobernadores de la Reserva Federal).
Después de dejar la Reserva Federal, se unió a IBM como directora de economía y fue nombrada vicepresidenta y economista jefa de IBM en 1986; la segunda mujer en ocupar el cargo. Teeters ocupó ese cargo hasta su jubilación en 1990. Murió el 17 de noviembre de 2014 con 84 años.